# Янис Дзьордзьос
Янис Дзьордзьос (на гръцки: Γιάννης Τζιώρτζιος) е гръцки клефт (хайдутин), действал в района на Югозападна Македония в края на XVIII век.

## Биография
Роден е в 1750 година в село Жупан, разположено високо в югозападните склонове на Горуша. Става клефт и действа в Югозападна Македония, като възпира разбойническите банди от съседните албански области. Загива в сражение с албанци в местността Русиотари край Борботско. Образът на Дзьордзьос е изсечен върху камък на старата камбанария на храма „Свети Атанасий“, който след разрушаването на камбанарията е пазен вътре в църквата.